# لوونوویتسه پود بلانیکم
لوونوویتسه پود بلانیکم (به چکی: Louňovice pod Blaníkem) یک منطقهٔ مسکونی در جمهوری چک است که در ناحیه بنشوو واقع شده‌است. لوونوویتسه پود بلانیکم ۱۷٫۱۱ کیلومتر مربع مساحت و ۶۶۸ نفر جمعیت دارد.